# Nicolae Rosetti-Bălănescu
Nicolae Rosetti-Bălănescu (n. 6 decembrie 1827 – d. 11 mai 1884) a fost un politician și ministru de externe (în guvernele Nicolae Kretzulescu 1 și Nicolae Kretzulescu 2), șeful corpului de control al guvernului (în guvernul Nicolae Kretzulescu 2), respectiv ministru de finanțe român.